# Бо Ериксон (атлетичар)
Бо Еверт Ериксон (швед. Bo Evert Ericson; Фрелунда, 28. јануар 1919 — Карлстад, 14. фебруар 1970) био је шведски атлетски репрезентативац, специјалиста за бацање кладива, освајач златне медаље на Европском првенству у атлетици 1946. у Ослу, резултатом 56,44 метра. Био је финалиста на Олимпијским играма у Лондону 1948, када је завршио на шестом месту резултатом 52,98 метара.
Ериксон је два пута обарао национални рекорд Шведске у бацању кладива: 1941. резултат 56,66 метара и 1947. 57,19 метара. Био је национални рекордер у периоду од 1941. до 1955. Титулу првака Шведске у бацању кладива освајао је десет пута, од 1941. до 1951. (изузев 1946).